# Długo i szczęśliwie
Długo i szczęśliwie (ang. Ever After lub Ever After: A Cinderella Story) – amerykańska komedia romantyczna z 1998 roku w reżyserii Andy’ego Tennanta. Wyprodukowana przez 20th Century Fox. Film powstał na podstawie powieści Charles’a Perraulta Kopciuszek.
Światowa premiera filmu miała miejsce 29 lipca 1998 roku. W Polsce premiera filmu odbyła się 22 stycznia 1999 roku.

## Fabuła
Akcja filmu rozgrywa się we Francji w XVI wieku. Wychowywana przez macochę Danielle (Drew Barrymore) poznaje księcia Harry’ego (Dougray Scott). Następca tronu jest nią oczarowany. Macocha dziewczyny chce, by jedna z jej córek została żoną księcia. Danielle może jednak liczyć na pomoc malarza Leonarda da Vinci (Patrick Godfrey).

## Obsada
- Drew Barrymore jako Danielle De Barbarac
- Anjelica Huston jako Rodmilla De Ghent
- Dougray Scott jako książę Henry
- Megan Dodds jako Marguerite De Ghent
- Melanie Lynskey jako Jacqueline De Ghent
- Patrick Godfrey jako Leonardo da Vinci
- Timothy West jako król Francis
- Judy Parfitt jako królowa Marie
- Richard O’Brien jako Pierre Le Pieu
- Jeroen Krabbé jako Auguste De Barbarac
- Walter Sparrow jako Maurice
- Matyelok Gibbs jako Louise
- Kate Lansbury jako Paulette
- Lee Ingleby jako Gustave

i inni